# Marfleet
Marfleet är en stadsdel i Kingston upon Hull, i kommunen Kingston upon Hull, i grevskapet East Riding of Yorkshire, i England. Stadsdelen hade 13 728 invånare år 2021. Marfleet var en civil parish fram till 1898 när blev den en del av Sculcoates. Civil parish hade 235 invånare år 1891. Byn nämndes i Domedagsboken (Domesday Book) år 1086, och kallades då Mereflet/Mereflot.